# Congosto de Valdavia
Congosto de Valdavia è un comune spagnolo di 257 abitanti situato nella comunità autonoma di Castiglia e León.